# Jamestown (Dakota del Nord)
Jamestown és una població dels Estats Units a l'estat de Dakota del Nord. Segons el cens del 2000 tenia 15.527 habitants.

## Demografia
Segons el cens del 2000, Jamestown tenia 15.527 habitants, 6.505 habitatges, i 3.798 famílies. La densitat de població era de 481,5 hab./km².
Dels 6.505 habitatges en un 27,3% hi vivien nens de menys de 18 anys, en un 46,8% hi vivien parelles casades, en un 8,8% dones solteres, i en un 41,6% no eren unitats familiars. En el 37% dels habitatges hi vivien persones soles el 16,2% de les quals corresponia a persones de 65 anys o més que vivien soles. El nombre mitjà de persones vivint en cada habitatge era de 2,17 i el nombre mitjà de persones que vivien en cada família era de 2,85.
Per edats la població es repartia de la següent manera: un 21,7% tenia menys de 18 anys, un 12,7% entre 18 i 24, un 25,7% entre 25 i 44, un 21,8% de 45 a 60 i un 18,1% 65 anys o més.
L'edat mediana era de 39 anys. Per cada 100 dones de 18 o més anys hi havia 88,4 homes.
La renda mediana per habitatge era de 31.500$ i la renda mediana per família de 42.245$. Els homes tenien una renda mediana de 28.310$ mentre que les dones 20.225$. La renda per capita de la població era de 16.686$. Entorn del 6,5% de les famílies i el 10,7% de la població estaven per davall del llindar de pobresa.

## Poblacions més properes
El següent diagrama mostra les poblacions més properes.